# Guy Duijck
Guillaume (Guy) Christian Désiré Duijck (Gent, België, 28 april 1927 - 26 juli 2008) is een Belgisch componist, muziekpedagoog, dirigent en hoboïst.

## Levensloop
Zijn studies deed hij vrijwel alle aan het Koninklijke Conservatorium te Gent. Hij studeerde daar hobo, althobo, kamermuziek, harmonieleer, muziekgeschiedenis en contrapunt. Daar waren zijn leraren solfège bij Roger Verheest, Gaston Van Damme, Maurice De Preter, hobo en althobo bij Flor De Langhe, Louis Van Deyck, harmonie bij Martin Lunssens en contrapunt bij Prosper Eechaute. Het studium van de fuga deed hij gedurende een negenjarig verblijf in Duitsland parallel aan het Koninklijk Conservatorium te Luik bij Josef Leroy. Ter gelijkertijd deed hij ook nog een studie voor compositie bij Francis de Bourguignon.
In 1947 werd hij solo-hoboïst bij de Koninklijke Muziekkapel van de Zeemacht te Oostende. Eveneens was hij ook hoboïst bij het orkest van de Opera van Gent en het orkest van de Koninklijke Muntschouwburg in Brussel. Ook als docent aan het Koninklijke Conservatorium in Gent was hij werkzaam. In 1948 werd hij als docent voor hobo aan het conservatorium te Brugge benoemd.
In 1951 werd hij dirigent van het muziekkorps van de 1e Infanteriebrigade, die in Keulen gevestigd was en van de zestiende Pantserdivisie. In 1960 werd hij opvolger van Jos Hanniken als dirigent van de Muziekkapel van de Zeemacht in Oostende. In 1963 werd hij directeur van de stedelijke muziekacademie in Ronse. In 1968 werd hij directeur van het conservatorium te Brugge.
Guy Duyck was van 1963 tot 1992 ook directeur van de muziekacademie te Ronse. Hij was de zesde dirigent van de Koninklijke Harmonie "Ypriana", van 7 maart 1963 tot 15 november 1966. Voor zijn composities kreeg hij talrijke internationale en nationale prijzen en onderscheidingen.
Guy Duyck componeert kamermuziek, liederen en vooral marsen. In 1974 won hij met zijn Atlantis, voor harmonieorkest, op. 65 de Hilvarenbeekse Muziekprijs. Voor de Koninklijke Harmonie "Ypriana" schreef hij de mars Ypriana.
Er is ook een harmonieorkest naar Guy Duijck genoemd: Harmonieorkest Guy Duijck uit Evergem is actief sinds 1980.

## Composities

### Werken voor orkest
- 1955 Caprice, voor hobo en orkest
- 1957 Butleia, rhapsodisch capriccio voor kamerorkest
- 1966 Concerto, voor hobo en strijkorkest
- 1966 Kerstmelodie, voor strijkers
- Introduktie en dans, voor altsaxofoon en orkest
- Romance, voor hobo en orkest

### Werken voor harmonie- en fanfareorkest en brassband
- 1954 Concertsuite
  1. Gewild - Allegro vivo
  2. Zomernacht
  3. Volksfeest
- 1954 Mars van het 43e Artillerie Regiment
- 1954 Souvenir de Gummersbach
- 1955 Mars van het 72e Artillerie Regiment
- 1955 Mars van de 16e Pantserdivisie
- 1955 Suite in oude Stijl, opus 9
  1. Prelude
  2. Menuet
  3. Koraal
  4. Rigaudon
- 1956 Bagatelle
- 1956 Symfonisch allegro
- 1957 Ouverture, voor harmonieorkest
- 1958 De mooie fanfare
- 1958 Zomergemse Butleia, ouverture
- 1959 Mars van de 51e Genie
- 1959 Mars van de 16e Pantser groepering "Generaal Masson"
- 1959 Taptoedefileermars
- 1959 Vier Kontrasten, studies voor harmonieorkest
  1. Sonnerie
  2. Badinerie
  3. Habanera
  4. Danserie
- 1960 Scaldiana (Avond over de Schelde)
  1. De Schelde - Levensader (Jos Hanniken)
  2. Avond over de Schelde (Guy Duijck)
  3. De Schelde te Antwerpen (Jos Moerenhout)
- 1961 Herfstouverture
- 1961 Temsica anguilla, mars
- 1962 Genoveva, symfonisch gedicht
  1. Largo
  2. Allegro agitato
  3. Largo
- 1963 Andante en scherzo
- 1963 Ypriana, mars
- 1964 Drie Aquarellen
  1. Spelend kind
  2. Landschutz
  3. De danseres
- 1964 Marine Defilé
- 1964 Miniatuursuite

- 1964 Oostende 1000, mars
- 1965 Celebration
- 1965 Klassiek Divertimento
- 1965 Mars van de Logistieke Groepering van de Marine
- 1966 Prélude voor een festival
- 1968 A.C.O.D. Mars
- 1969 Berdorfersuite
  1. Pavillon Louis XV - allegretto
  2. L'Orangerie - larghetto
  3. Schiessentümpel - scherzo
  4. Adlerhorst (Arendsnest)
  5. Hohllay
- 1969 Navy Rhapsodie
- 1970 Mars van de Veldartillerieschool
- 1970 Thalassa-suite
  1. Sea Interlude
  2. Ran
  3. Äegir
- 1971 April Suite
  1. April
  2. Eton
  3. Prom
  4. Ips
- 1971 Pavane en Gaillarde
- 1971 Springtime Ouverture
- 1972 De Vlaamse Ardennen - Les Ardennes Flamandes - symfonie in drie bewegingen -
  1. Dageraad
  2. Middagrust
  3. Avondfeest
- 1972 Nocturne
- 1973 Atlantis, opus 65
- 1974 Jubileummars Nazareth
- 1975 F.A.I.R., suite in 4 bewegingen
  1. Filip
  2. Ann
  3. Ingrid
  4. Rita
- 1975 Filip mars
- 1975 The Lo-Boys, mars

- 1976 Dirigentenmars
- 1976 Hulste 100
- 1976 Introduction and Dance
- 1976 Koninklijke feestmars
- 1977 A.G.C. Mars[3]
- 1977 Carnaval, mars
- 1977 De Boterstede, mars
- 1977 The Sint-Jan 70 Guards
- 1977 To a Princess
- 1977 Youth Band Suite
- 1978 Fiesta in Magaluf
  1. Toreadors - Allegretto - Allegro
  2. Tango
  3. Czardas
  4. Polonaise
  5. Paso doble
- 1978 Jan, mars
- 1979 Onze V.A. mars
- 1979 Valery, the rich Girl, voor brassband
- 1980 Wetteren 1000
- 1981 G.D. Tune
- 1983 G. Dewaele 80
- 1984 Holiday
- 1984 The Busker
- 1986 Galerie
- 1987 Vlaanderen leeft
- 1988 Holiday Suite
  1. In the mountains
  2. On the Beach
  3. On the Road
- 1991 Bommlmars
- 1991 Wielermars
- 1996 Hommage à la Marine
- 1997 Söller Marsch
- 1998 Golden Memories
  1. Adagio
  2. Romanza
  3. Allegro giusto
- 2000 G.D. 2000
- ABVV Mars
- Äegir, symfonische impressies
- Mars van het 51e Genie regiment
- Symfonisch Allegro

### Vocale muziek
- 1954 Avondbloemen, voor bariton en orkest
- 1954 In het Atrium der Vestalinen, voor mezzosopraan en orkest
- 1955 Wijding aan mijn Vader, voor mezzosopraan en orkest

### Kamermuziek
- 1960 Drie miniaturen, voor koperblazers